# 砧 (世田谷區)
砧（日语：／ Kinuta */?）是東京都世田谷區的町名 。現行行政地名為砧一丁目至砧八丁目。已實施住居表示。 2013年9月1日為止的人口有24,212人。郵遞區號157-0073。

## 地理
位於東京都世田谷區西南部，屬砧地域。四周被東京都道、神奈川縣道3號世田谷町田線（世田谷通）、東京都道311號環狀八號線（環八通）、小田急電鐵小田原線、仙川圍繞，町域接近正方形。
環八通以東為櫻丘，小田急小田原線以北為祖師谷、千歲台，仙川以西為成城，世田谷通以南為大藏、上用賀。
商店主要聚集在幹道沿線與祖師谷大藏站前。該站周邊與北側的祖師谷是屬於廣義的祖師谷大藏地區。以《超人力霸王》系列聞名的圓谷製作公司舊總部位於此地附近，因此車站周邊以超人力霸王為主題打造街景。

### 河川
- 仙川

## 歷史

### 地名由來
「砧」是古代洗衣時用來輕捶衣服的工具。古時多摩川沿岸盛產麻布、絹布，上繳布料給朝廷時，女人會在河邊使用砧柔化布料而得名。

## 交通

### 鐵路
6丁目有小田急小田原線祖師谷大藏站。7、8丁目一部分可利用成城學園前站。

### 道路
- 東京都道311號環狀八號線
- 東京都道、神奈川縣道3號世田谷町田線（世田谷通）
- 東京都道428號高圓寺砧淨水場線（荒玉道路－荒玉水道位於地底下）

## 設施
- 日本大学商學部
- 東京媒體城（東京メディアシティ，國際放映本社）
- NHK放送技術研究所
- 聖愛教會

## 備註
1. ↑  .   [2013-10-03]. （原始内容存档于2014-07-19）.
2. ↑  .   [2013-10-03]. （原始内容存档于2013-10-05）.